# Minsterley
Minsterley – wieś w Anglii, w hrabstwie Shropshire. Leży 15 km na południowy zachód od miasta Shrewsbury i 230 km na północny zachód od Londynu.